# Giorgio Mendella
Giorgio Mendella (Monza, 2 marzo 1953) è un imprenditore italiano.

## Biografia
Nato a Monza ma viareggino d'adozione, si diplomò perito elettrotecnico e successivamente studiò informatica ed economia da autodidatta.
Lavorò dapprima come fattorino presso una galleria d'arte il cui titolare, sul finire degli anni 1970, gli propose di apparire sugli schermi di Bergamo TV per curare le televendite di quadri e altre opere d'arte.
Negli anni 1980 fondò una propria emittente televisiva, Rete Mia, e più tardi, a cavallo del decennio seguente, creò il gruppo Intermercato, holding che controllava decine di società, con un giro d'affari stimato, secondo i dati riportati dalla stampa dell'epoca, in oltre 1 000 miliardi di lire. Oltre a Rete Mia, Mendella possedeva le società Capitalfinanziaria, Domovideo, Fin Versilia, Publimercato '90, Interco, Mias Assicurazioni e molte altre, compresa la squadra di calcio del Viareggio. Allo stadio dei Pini di Viareggio, Mendella organizzava periodicamente convention con migliaia di soci/investitori; secondo quanto riportato dal Giornale, nel 1989 fu il creatore della prima public company in Italia.
In seguito entrò nel mercato libero della telefonia con un satellite per telecomunicazioni, fondando la società Primosat Corporation con sede a Viareggio.
Alla caduta del muro di Berlino entrò nei mercati dell'Europa orientale con iniziative commerciali, immobiliari e turistiche; aprì a Bucarest un supermercato che vendeva merce occidentale nella valuta locale.

## Procedimenti giudiziari
Nel 1991 Mendella fu incriminato per una serie di reati fra i quali associazione a delinquere, truffa, sollecitazione abusiva al pubblico risparmio, esercizio abusivo della professione bancaria e falso in bilancio.
L'esperienza di Rete Mia finisce nel 1999, quando il Tribunale di Lucca condannò Mendella per bancarotta fraudolenta, in parte assolvendolo dagli altri reati e in parte dichiarandone l'intervenuta prescrizione. 
La motivazione della sentenza di condanna emessa dal tribunale lucchese indicava la somma che allo stesso veniva imputata, come «utilizzata per fini personali», nella misura di 984 milioni di lire.